# San Juan Bautista, Chile
San Juan Bautista este un târg din provincia Valparaíso, regiunea Valparaíso, Chile, cu o populație de 800 locuitori (2012) și o suprafață de  km2. 